# Nyrob
Nyrob – osiedle typu miejskiego w Rosji, w Kraju Permskim. W 2010 roku liczyło 5523 mieszkańców.